# Вилькоуку
Вилькоуку (фин. Vilkoukku, Vilikoukku, Villikoukku) — упразднённая деревня на территории Всеволожского городского поселения Всеволожского района Ленинградской области.

## Географическое положение
Деревня находилась на юго-восточном краю Токсовской возвышенности, на границе с территорией Ржевского артиллерийского полигона.

## История
Вилькоуку являлась частью большой деревни 2-е Хепоярви.

ВТОРАЯ ХЕПОЯРВИ — деревня принадлежит Ведомству коменданта Санкт-Петербургской крепости, число жителей по ревизии: 230 м. п., 212 ж. п. (1838 год)

Впервые три смежные деревни под названием Валькоку, Ратикоземяки и Вилковка упоминаются на «Карте Санкт-Петербургской губернии» Ф. Ф. Шуберта 1855 года.
Согласно «Списку населённых мест Российской Империи» 1862 года деревня называлась Вильковка и была частью, принадлежащей Комендантскому ведомству, большой деревни 2-я Хипоярви, состоявшей из 82 дворов при колодцах, 230 м. п., 227 ж. п., всего 457 человек.
Согласно «Топографической карте частей Санкт-Петербургской и Выборгской губерний» в 1868 году три смежные деревни назывались: Вилькову, Ратикоземяки, Вилковка, и насчитывали по 2 крестьянских двора каждая.

ВИЛЬКОВКУМЯКИ (ВИЛЬКОВКУ) — часть большой деревни Хипоярви-2, в состав которой входили также деревни: Пугиломяки (Пухаломяки), Киврунмяки (малые), Вильковкумяки (Вильковку), Ламберимяки (Ламбери), Мустоземяки, Келомяки, Коттусемяки (Хуттуземяки), Поккиземяки, Теревяйземяки, Ховинмяки (Хуовимяки).

ВИЛЬКОВКУ — посёлок на земле пятого сельского общества, 10 дворов, 27 м. п., 21 ж. п., всего 48 чел. (1896 год)

В конце XIX — начале XX века деревня административно относилась к Токсовской волости 2-го стана Шлиссельбургского уезда Санкт-Петербургской губернии. Деревня относилась к лютеранскому приходу Токсова. Население деревни было исключительно финским.
По данным «Памятной книжки Санкт-Петербургской губернии» за 1905 год деревня называлась Вильковку и входила в состав 2-го Хипоярвского сельского общества.
На «Карта окрестностей СанктПетербурга» издания Ю. Гаша 1909 года деревня обозначена как Вилкооку. В деревне находилась ветряная мельница.
Согласно «Карте района манёвров» издания 1913 года деревня называлась Вильковку и насчитывала 9 крестьянских дворов.
С 1923 года в составе Ленинградского уезда.

ВИЛЬКОУКУ (ВИЛЬКОВКА) — посёлок Таскумякского сельсовета, 13 хозяйств, 51 душа.

Из них: русских — 1 хозяйство, 1 душа ж. п.; ингерманландцев — 12 хозяйств, 50 душ, 23 м. п., 27 ж. п. (1926 год)

С 1930 года в составе Куйвозовского финского национального района.

Деревня Вилькоуку на карте 1931 года

В 1931 году деревня насчитывала 13 дворов.
По административным данным 1933 года деревня называлась Вилькоуку и относилась к Токсовскому финскому национальному сельсовету Куйвозовского финского национального района.
По данным переписи населения 1939 года деревня Вилькоуку Токсовского сельсовета насчитывала 100 жителей. В том же году деревня Вилькоуку (12 дворов) была обозначена на карте Ленинградской области Генерального штаба РККА.
Весной 1942 года жителей деревни Вилькоуку депортировали в Якутию.
В справочнике А. С. Дубина по административно-территориальному делению Ленинградской области сведения о дате упразднения деревни отсутствуют.
Согласно административным данным 1966 года деревня Вилькоуку в составе Всеволожского района уже не значилась.
Сейчас — урочище, которое Ржевское охотхозяйство использует для охоты на кабана.

## Фото

Урочище Вилькоуку. 2024 год
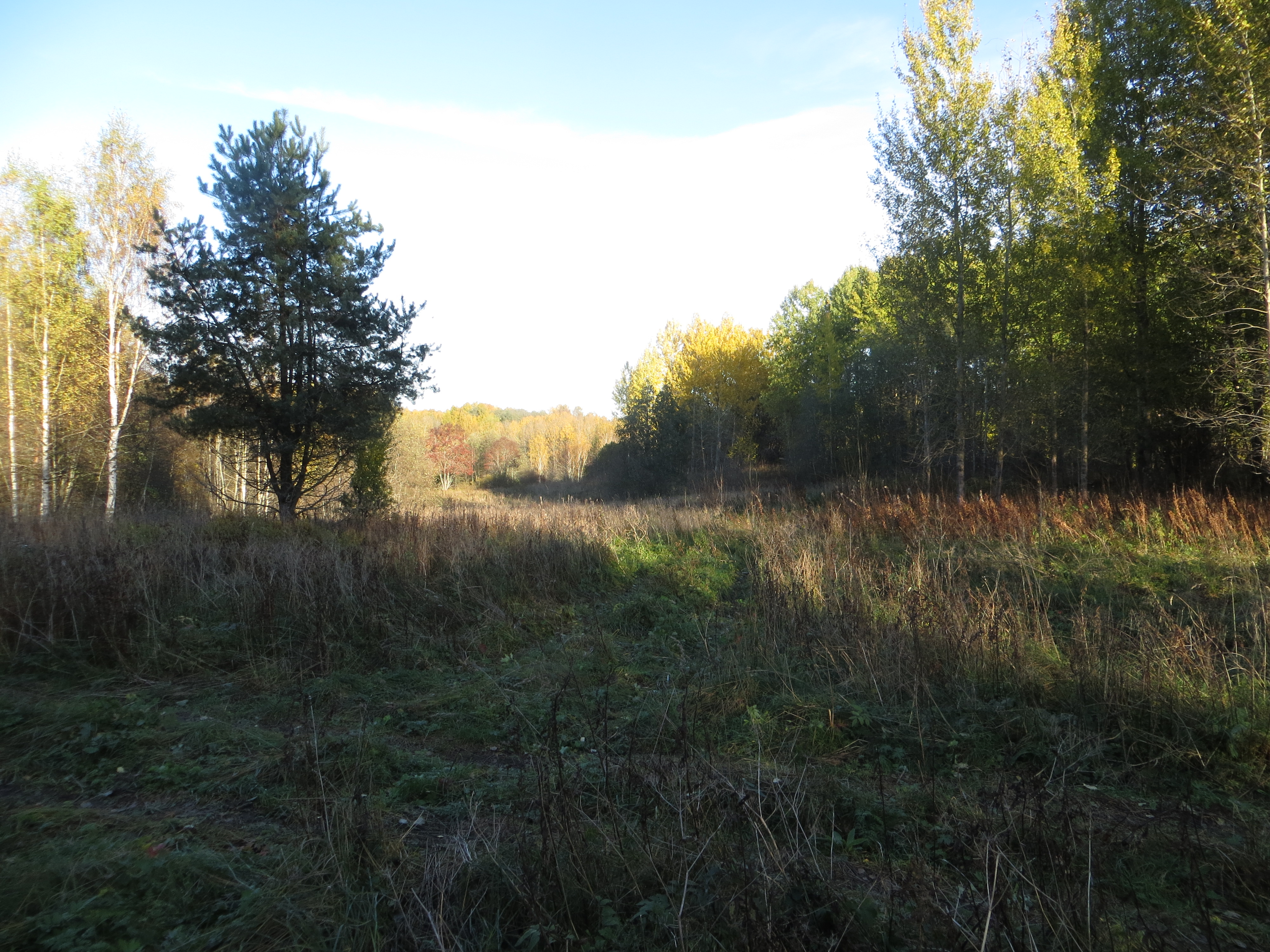
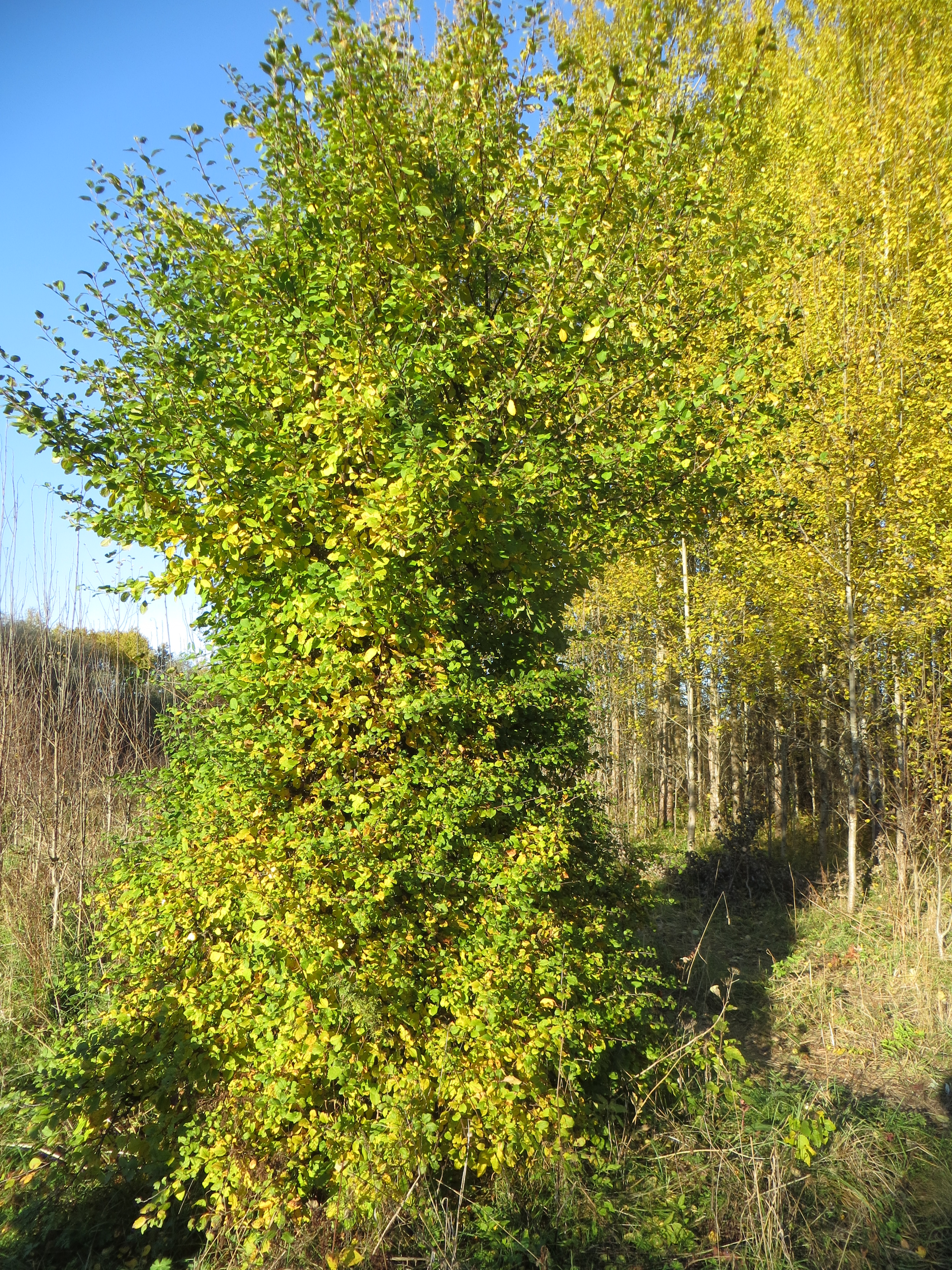
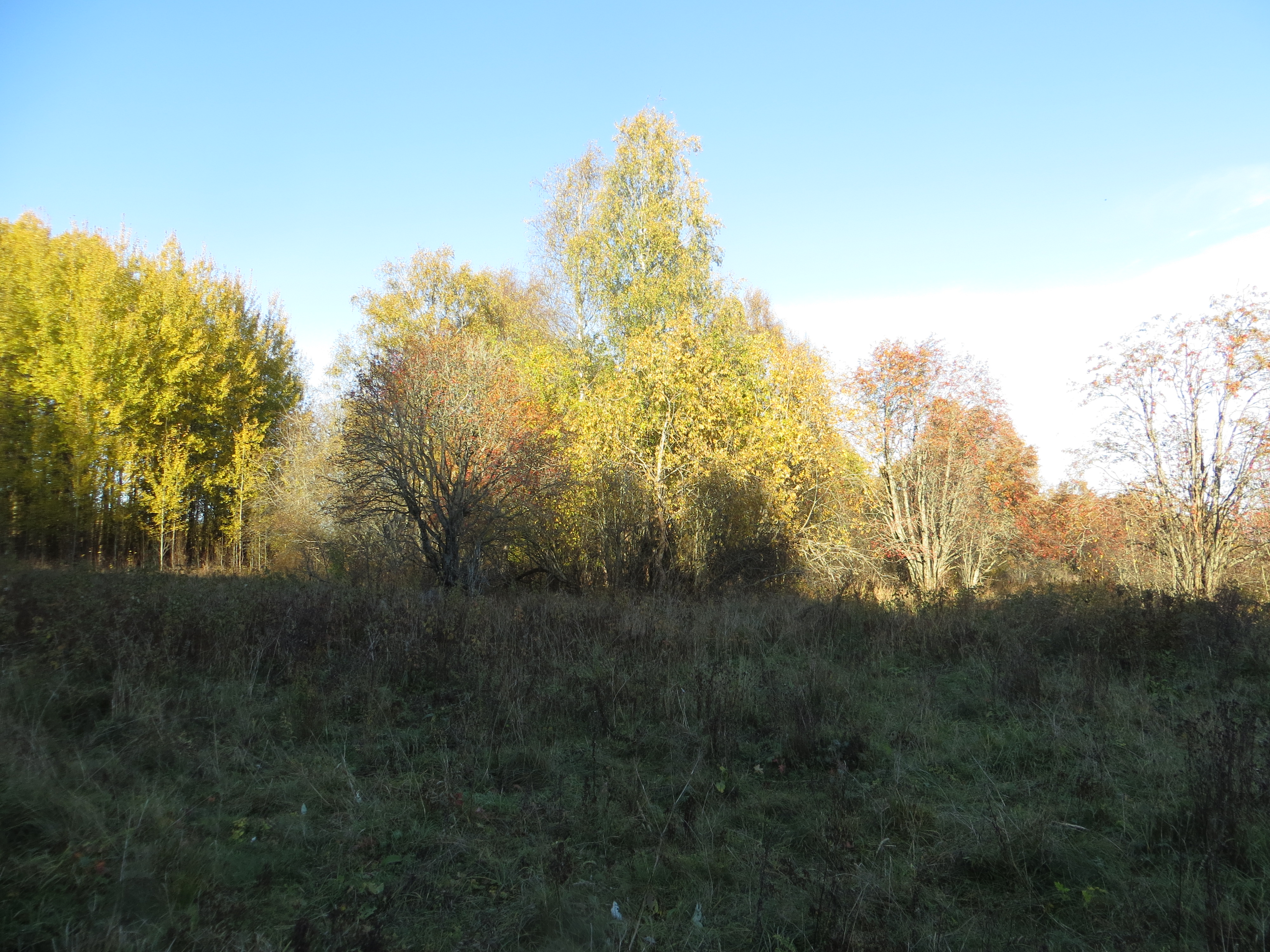

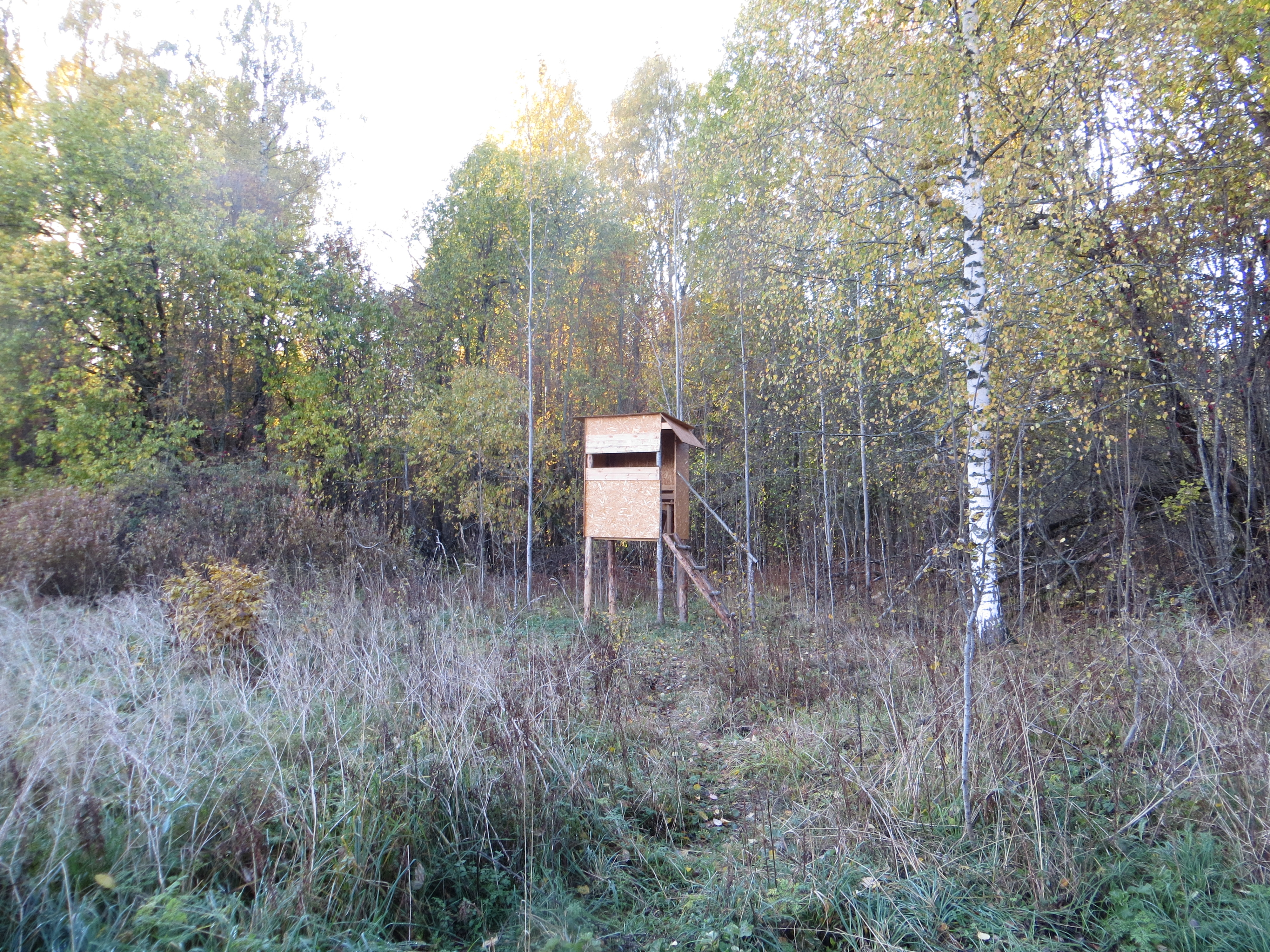
Урочище Вилькоуку. Вышка для охоты на кабана

## Фамилия Вилькоуку
Фамилия Вилькоуку, согласно работе финского исследователя О. А. Лоухелайнена «Список фамилий прихожан, постоянно проживающих в финских приходах Ингерманландии во время российского владычества за период 1721–1912 гг.», изданой в Выборге в 1913 году, до революции была распространена в приходе Токсова, к которому и относилась одноимённая деревня.
В списках репрессированных в годы массовых политических репрессий в СССР 1937—1938 годов есть упоминания об уроженцах Токсовского прихода и деревни Вилькоуку по фамилии Вилькоуку.